# Дублинский зоопарк
Дублинский зоопарк (англ. Dublin Zoo) — расположен на территории парка «Феникс» в Дублине, Ирландия. Является одной из самых посещаемых туристами достопримечательностью в городе — около 960 тыс. человек (2010).

## История
Дублинский зоопарк был основан в 1830 году, а через год торжественно открыт для посетителей. На первой выставке животных находилось более 70 птиц и 46 млекопитающих. В 1916 году во время Пасхального восстания часть животных погибло из-за нехватки продовольствия, однако впоследствии количество обитателей зоопарка было восстановлено.
В 1994 году правительство Ирландии приняло программу, направленную на развитие этого парка для животных и создание отдельных тематических зон на его территории. Первой стала выставка «Мир приматов», которая представляла собой островки, где живут определенные вид приматов. Далее были открыты — «Мир кошек», «Городская ферма», «Арктические льды», «Африканские равнины».

## Животные
В зоопарке обитают слоны, львы, тигры, ягуары, леопарды, бегемоты, жирафы, антилопы, зебры, носороги, гиббоны, орангутаны, лемуры, гориллы, макаки, страусы, пингвины, фламинго, игуаны и т. д.
На первой версии известной эмблемы кинокомпании «Metro-Goldwyn-Mayer» в 1917—1928 годах был изображён лев по кличке Слэтс, содержавшийся в Дублинском зоопарке.